# برنارد مارتن (لاعب دوري الرغبي)
برنارد مارتن (بالإنجليزية: Bernard Martin)‏ هو لاعب دوري الرغبي أسترالي، ولد في 1910، وتوفي في 1991 في Belmore, New South Wales ‏ في أستراليا.